# Franco Marucci

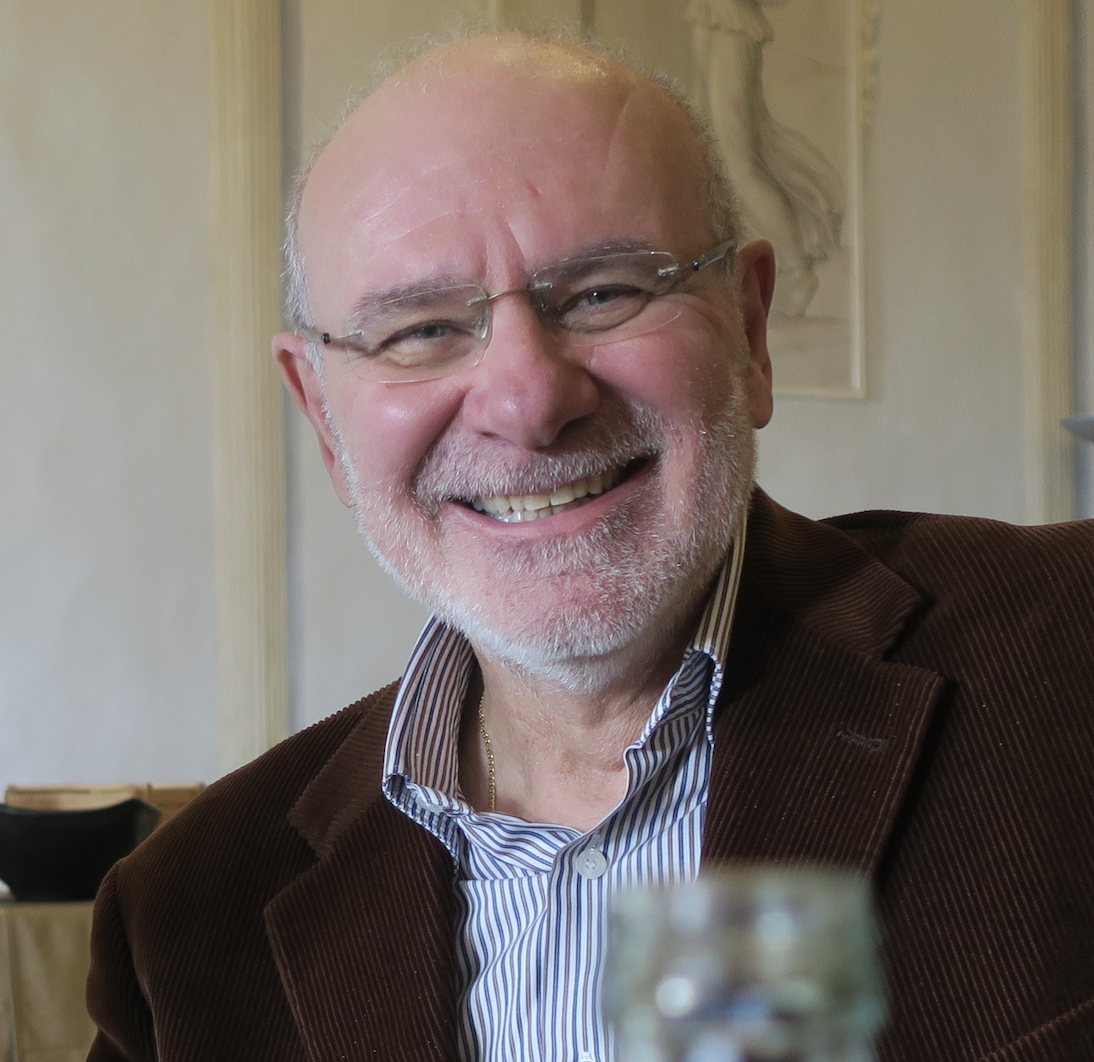
Franco Marucci

Franco Marucci (Reggio Emilia, 1949) è un critico letterario, traduttore e romanziere italiano.

## Biografia
Si è laureato in Lingue nel 1973 nell'Università di Firenze, ed è stato assegnista, professore incaricato e associato di Lingua e Letteratura inglese all'Università di Siena dal 1974 al 1987. Professore ordinario di Letteratura inglese fino al 2010 nell’Università Ca’ Foscari di Venezia, è stato Direttore del Dipartimento di Letterature e Civiltà Anglo-germaniche dal 1994 al 1996, e Direttore della Laurea Specialistica LEAP dal 2000 al 2003. Dal 1996 al 2009 ha diretto la collana dipartimentale di studi comparati “Le Bricole” e dal 2014 la collana Papyngo di narrativa inglese, americana e postcoloniale presso ETS di Pisa.
La sua formazione accademica è avvenuta alla scuola fiorentina di Marcello Pagnini e sugli intrecci fra l’approccio formale, stilistico, strutturalista e semiotico e le proposte fornite dalla tipologia della cultura di Jurij Lotman. La sua produzione scientifica riflette un parallelo allargamento verso prospettive contestuali e storiografiche. Avendo esordito come studioso della letteratura novecentesca inglese, la sua attenzione si è poi spostata su quella vittoriana e dai primi anni Duemila sulla storiografia della letteratura inglese.
Attivo dal 1975, è autore, coautore e curatore di più di sessanta libri, tra i quali uno dei primi studi italiani complessivi su Dylan Thomas, una serie di saggi interpretativi su Hopkins, e monografie su Joyce e George Eliot.
Dal 2003 al 2018 ha pubblicato per l'editore fiorentino Le Lettere Storia della letteratura inglese in totali otto volumi, fra le opere più estese e interpretativamente aggiornate nel suo genere. Il volume secondo, dedicato a Shakespeare, ha ottenuto il Premio Firenze – Fiorino d’Argento 2018 per la Saggistica edita. L’intera opera storiografica è tradotta in inglese come History of English Literature (18 Books, Oxford, Peter Lang, 2018-2019), e una sua versione breve in un unico volume è Letteratura inglese. Un profilo storico (Roma 2020).
Sue recensioni e studi critici sono usciti su “Lingua e Stile”, “Nuova Corrente”, “Letture”, “Comparatistica”, “Annali di Ca’ Foscari”, “Rivista di letterature moderne e comparate”, “Strumenti critici”, “L’Indice”, “Anglistica Pisana”. Come critico cinematografico ha indagato il cinema di Ingmar Bergman, e nell’ambito della scrittura creativa ha esordito con Pentapoli (2011), in cui ripercorre le sue esperienze formative e le sue vicende accademiche. Cura il blog “English Literary History” dove posta articoli riguardanti la sua attività di critico nel contorno di commenti sul cinema, le arti e gli sport.

## Opere critiche principali
• La fede ‘capovolta’ di Dylan Thomas, “Letture”, XXX (1975), pp. 603-618. 
• Il senso interrotto.  Autonomia e codificazione nella poesia di Dylan Thomas, Ravenna, Longo,  1976, pp. 200. 
• I sonetti shakespeariani al microscopio dello strutturalismo, “Nuova Corrente” 70 (1976),  pp. 155-170.
• Gerard Manley Hopkins. Il silenzio e la parola, Pisa, Giardini, 1977, pp. 138. 
• “La materialità come ‘salvezza’ nella poesia di Dylan Thomas”, in AA.VV., La materialità del testo, Verona,  Bertani, 1977, pp. 206-231. 
• Poesia e parabola in Gerard Manley Hopkins, “Letture”,  XXXII (1977), pp. 333-348 e 415-432. 
• Scrittura, testo e intertestualità in “Wuthering Heights” di Emily Brontë, “Nuova Corrente”,  74 (1977), pp. 271-311. 
• “Area inglese” e “Area statunitense”, in Quaderni 2/ Sei aree linguistiche straniere, a cura di A. Melis, Firenze, D’Anna, 1980, pp. 121-317. 
• Il teatro politico in Inghilterra,  “Quaderni di teatro”, III (1981), pp. 9-18. 
• I fogli della Sibilla.  Retorica e medievalismo in Gerard Manley Hopkins, Firenze-Messina,  D’Anna, 1981, pp. 328. 
• Perspective on Literature.  Selections from English and American Twentieth Century Authors, Firenze, D’Anna, 1982, pp. 165. 
• “La premonizione apocalittica nella poesia vittoriana”, in Atti del V Congresso dell’Associazione Italiana di anglistica (A.I.A.), a cura di M. P. De Angelis, V. Fortunati e V. Poggi, Clueb, Bologna, 1983, pp. 199-209. 
• James Joyce (1882-1941). Il filo nel labirinto, “Letture”, XXXIX (1984), pp. 483-510 e 587-612.
• Hopkins’s Political Ideas, “Hopkins Quarterly”, Special Issue [Hopkins. The Man and the City],  Dublin, XIV,  April 1987- January 1988, 1-4, pp. 127-143. 
• “A Victorian Oxymoron: the “Mastering” and “Merciful God”, in Hopkins: Tradition and Innovation, a cura di P. Bottalla, G. Marra, F. Marucci,Longo, Ravenna, 1991, pp. 191 206.
• “Fantasie greche, autobiografismo e naturalismo nel secondo Browning”, in Browning e Venezia, a cura di S. Perosa, Firenze, Olschki, 1991, pp. 253-271. 
• Il Vittorianesimo, Bologna, Il Mulino, 1991, pp. 430. 
• “La scrittura prismatica. Istanze antirealistiche nel romanzo vittoriano”, in Realismo ed effetti di realtà nel romanzo dell’Ottocento, a cura di F. Fiorentino, Roma, Bulzoni, 1993, pp. 111-125. 
• The Fine Delight That Fathers Thought.  Rhetoric and Medievalism in Gerard Manley Hopkins, The Catholic University of America Press, Washington D.C., 1994, pp. 267.
• “‘A Host of Images’. Dylan Thomas e la tradizione neo-metafisica”, in Dylan Thomas a ottant’anni dalla nascita 1914-1994, a cura di L. Guerra e T. Kemeny, Udine, Campanotto, 1994, pp. 25-37.
• “Nel labirinto delle isotopie: Childe Roland to the Dark Tower Came di Browning”, in Semeia. Itinerari per Marcello Pagnini, a cura di L. Innocenti, F. Marucci e P. Pugliatti, Bologna, Il Mulino, 1994, pp. 331-343.
• “Ruskin, Pater e il Rinascimento sfaccettato”, in The Dominion of Daedalus, a cura di J. Clegg e P. Tucker, The Brentham Press, 1994, pp. 130-142.
• “I testi nel tempo: Il vittorianesimo”, in Storia della civiltà letteraria inglese, a cura di F. Marenco, Torino,  Utet, 1995, vol. II,  pp. 545-566. 
• “Walter Pater: The Forms of Modernity and the Modernity of Form”, in Walter Pater (1839-1894). Le forme della modernità / The Forms of Modernity, a cura di E. Bizzotto e F. Marucci, Milano, Cisalpino, 1996, pp. 11-29.
• Alcune considerazioni sul ritrattismo letterario, “Comparatistica”, VIII (1996), pp. 17-26. 
• “L’aforisma nel secondo Ottocento inglese: Arnold, Pater e Wilde”, in L’Europa degli aforisti I,  a cura di M. T. Biason, Editoriale Programma, Venezia, 1997, pp. 135-145. 
• Europeismo di Arnold saggista, in “Comparatistica”, IX (1997), pp. 105-131.
• “La filotea aforistica di Coventry Patmore,” in L’Europa degli aforisti II,  a cura di M. T. Biason, Editoriale Programma, Venezia, 1998, pp. 97-108.
• Polvere e diamanti: Aforismi per il popolo e florilegi culti, “Annali di Ca’ Foscari”, XXXVIII, 1-2 (1999), pp. 105-120. 
• Patterns of Intermittence in Arnold’s “Dover Beach”, “Strumenti critici”, XIV (1999), 261-280. 
• Legge e settarismo nel Settecento inglese, “Rassegna di Teologia”, XLI (2000), pp. 610-616.
• “Matthew Arnold’s Biblical Reductionism”, in Athena’s Shuttle, a cura di F. Marucci e E. Sdegno, Milano, Cisalpino, 2000, pp. 69-92.
• Prolegomeni a una storiografia futura, “Annali di Ca’ Foscari”, XXXIX, 1-2 (2000), pp. 223-237. 
• “Don Giovanni in Europa”, in “Le donne, i cavalier, l’arme, gli amori”. Poema e romanzo: la narrativa lunga in Italia, a cura di F. Bruni, Venezia, Marsilio, 2001, pp. 229-251.
• “L’inchiostro del mago. George Eliot e i limiti della visione”, in La conoscenza della letteratura, a cura di A. Locatelli, Bergamo 2002, pp. 49-69. 
• “'The Lifted Veil', il racconto mesmerico di George Eliot”, in Desiderio e trasgressione nella letteratura fantastica, a cura di M. Vanon Alliata, Venezia, Marsilio, 2002, 127-139. 
• Storia della letteratura inglese, vol. III, Dal 1832 al 1870, Tomo I e Tomo II, Firenze, Le Lettere, 2003, pp. 950 e 1018.
•  “Morphology of the Mythic Remake”, in A Goody Garlande, a cura di R. Mamoli Zorzi e A.  Cagidemetrio, Venezia, Editoriale Programma, 2003, pp. 255-270.
• “Miss Brown e il preraffaellismo ‘maudit’ di Vernon Lee”, in Dalla stanza accanto. Vernon Lee e Firenze settant’anni dopo, a cura di S. Cenni e E. Bizzotto, Firenze, Consiglio Regionale della Toscana, 2006, pp. 186-194. 
• Storia della letteratura inglese, vol. IV, Dal 1870 al 1921, Firenze, Le Lettere, 2006, pp. 1225.
• T.S. Eliot Studies in Italy 1950-2007: An Overview, “The European English Messenger”, 16:2, Autumn 2007, pp. 68-76.
• “Dante and Ruskin”, in Italomania(s): Italy and the English Speaking World From Chaucer to Seamus Heaney, a cura di G. Galigani,  Mauro Pagliai Editore, Firenze, 2007,  pp. 57-63.
• L’inchiostro del mago. Saggi di letteratura inglese dell’Ottocento, Pisa, Pacini, 2009, pp. 182.
• “T. S. Eliot, the Melodramatic and Armadale”, in Wilkie Collins and the Dark Threads of Life, a cura di M. Costantini, Aracne, Roma, 2009,  pp. 287-313. 
• Il vittorianesimo, II ed. rivista e ampliata, Napoli, Liguori, 2009, pp. 465.
• “Ouida’s Puck: ‘Animals are the Only True Humans’”, in One of Us. Studi inglesi e conradiani offerti a Mario Curreli, a cura di F. Ciompi, Edizioni ETS, Pisa, 2009, 272-276.
• Myth in “Moths”, “Anglistica Pisana”, VI, 1/2,  2009, pp. 39-44. 
• “L’ultima parola di Lady Chatterley”, in  Il corpo, la fiamma, il desiderio. D. H. Lawrence, Firenze e la sfida di Lady Chatterley, a cura di S. Cenni e N. Ceramella, Firenze, Edizioni dell’Assemblea, 2010,  pp. 261-274
• “Dante Gabriel Rossetti traduttore e tradotto”, in I Rossetti e l’Italia, a cura di G. Oliva e M. Menna, Lanciano, Carabba, 2010, 193-212. 
•  “Echi in T. S. Eliot: alcune illazioni”, in Hammered Gold and Gold Enamelling. Studi in onore di Anthony L. Johnson , a cura di S. Beccone, C. Dell’Aversano, C. Serani, Roma, Aracne, 2011, 199-212. 
• Il critico ben temperato. Saggio bibliografico sull’opera di Marcello Pagnini, “Rivista di Letterature moderne e comparate”, LXIV, 2, 2011, 207-223. 
• Storia della letteratura inglese, vol. V, Tomo I, Dal 1922 al 2000, Il modernismo, Firenze, Le Lettere, 2011, pp. 798.
• Storia della letteratura inglese, vol. V, Tomo II, Dal 1922 al 2000, Dal secondo anteguerra al 2000, Firenze, Le Lettere, 2011, pp. 904.
• “Some Victorians and Metempsychosis”, in Essays in Victorian Literature and Culture, in Honour of Toni Cerutti, a cura di F. R. Paci, C. Pomarè, M. Pustianaz, Torino, Trauben, 2012, 149-157. 
• “‘O bella libertà, o bella’: i Browning per l’Italia”, in Una sconfinata infatuazione, a cura di S. Cenni, Firenze 2013.
• Il Michelin del sacro. Viaggio nelle liturgie domenicali fiorentine dell’anno 2011-2012, Pistoia, Gli Ori, 2012, pp. 231.
• Joyce, Roma, Salerno, 2013, pp. 308.
• Translator De Angelis and critic Pagnini on how to render a passage in “Ulysses”, “Joyce Studies in Italy- Joyce in/and Italy”, 1 New Series – 14 old Series,  a cura di F. Ruggeri e E. Terrinoni, Roma, Edizioni Q, 2013, pp. 67-75. 
• Storia della letteratura inglese, vol. I, Tomo I, Dalle origini al 1625, Firenze, Le Lettere, 2015, pp. 585. 
• Storia della letteratura inglese,  vol. I, Tomo II, Shakespeare, Firenze, Le Lettere, 2015, pp. 288.
• “Romola on Home Ground: Then and Now”, in The Reception of George Eliot in Europe, a cura di E. Shaffer e C. Brown, London, Bloomsbury 2016, pp. 178-183.
• “A Neglected Dialogue: Joyce and Giuseppe Giacosa’s Libretti and Plays”, in James Joyce: Whence, Whither and How: Studies in Honour Carla Vaglio, a cura di G. Cortese, G. Ferreccio, M. T. Giaveri, T. Prudente, Edizioni dell’Orso, Alessandria, 2015, 409-419.
• Storia della letteratura inglese, vol. II, Dal 1625 al 1832, Dai metafisici ai romantici, Firenze, Le Lettere, 2018, pp. 785.
• Sapere è bello. Omaggio a Marcello Pagnini, a cura di F. Marucci, Pistoia, Gli Ori, 2018, pp. 142.
• History of English Literature, Volume 1, Book 1, Medieval and Renaissance Literature to 1625, Oxford, Peter Lang, 2018, pp. 513.
• History of English Literature, Volume 1, Book 2, Medieval and Renaissance Literature to 1625, Oxford, Peter Lang, 2018, pp. 357.
• History of English Literature, Volume 2, Shakespeare, Oxford, Peter Lang, 2018, pp. 407. 
• History of English Literature, Volume 3, From the Metaphysicals to the Romantics, Book 1, Oxford, Peter Lang, 2018, pp. 499.
• History of English Literature, Volume 3, From the Metaphysicals to the Romantics, Book 2, Oxford, Peter Lang, 2018, pp. 643.
• History of English Literature, Volume 4, Early and Mid-Victorian Prose and Poetry, 1832- 1870, Book 1, Oxford, Peter Lang, 2019, pp. 334.
• History of English Literature, Volume 4, Early and Mid-Victorian Prose and Poetry, 1832-1870, Book 2, Oxford, Peter Lang, 2019, pp. 741.
• History of English Literature, Volume 4, Early and Mid-Victorian Prose and Poetry, 1832-1870, Book 3, Oxford, Peter Lang, 2019, pp. 387.
• History of English Literature, Volume 5, Early and Mid-Victorian Fiction, 1832-1870, Book 1, Oxford, Peter Lang, 2019, pp. 744.
• History of English Literature, Volume 5, Early and Mid-Victorian Fiction, 1832-1870, Book 2, Oxford, Peter Lang, 2019, pp. 455. 
• History of English Literature, Volume 5, Early and Mid-Victorian Fiction, 1832-1870, Book 3, Oxford, Peter Lang, 2019, pp. 375
• History of English Literature, Volume 6, From the Mid-Victorian Age to the Great War, 1870-1921, Book 1, Oxford, Peter Lang, 2019, pp. 894.
• History of English Literature, Volume 6, From the Mid-Victorian Age to the Great War, 1870-1921, Book 2, Oxford, Peter Lang, 2019, pp. 595
• History of English Literature, Volume 6, From the Mid-Victorian Age to the Great War, 1870-1921, Book 3, Oxford, Peter Lang, 2019, pp. 405.
• History of English Literature, Volume 7, English Modernism, Book 1, Oxford, Peter Lang, 2019, pp. 498
• History of English Literature, Volume 7, English Modernism, Book 2, Oxford, Peter Lang, 2019, pp. 780
• History of English Literature, Volume 8, From the Late Inter-War Years to 2010, Book 1, Oxford, Peter Lang, 2019, pp. 671
• History of English Literature, Volume 8, From the Late Inter-War Years to 2010, Book 2, Oxford, Peter Lang, 2019, pp. 735.
• L’occhio del diavolo. Agoni, smarrimenti, riscatti nel cinema di Ingmar Bergman, Firenze, Nardini, 2020, pp. 285. 
• Authors in Dialogue: Comparative Essays in Nineteenth- and Early Twentieth-Century English Literature, Oxford, Peter Lang, 2020, pp. 220.
• Letteratura inglese. Un profilo storico, Roma, Carocci, 2020, pp. 830.
• Hitchcock. Il prurito della pistola, Vicenza, Ronzani, 2021, pp. 288.
• Shakespeare, Milano, LED Edizioni universitarie di Lettere Economia diritto, 2021, pp. 212.
• Dickens, Milano, LED Edizioni universitarie di Lettere Economia diritto, 2021, pp. 195.
• George Eliot’s ‘The Lifted Veil’: A Sequential and Contextual Reading, New York and London, Routledge, 2022, pp. 238.
• “Hopkins: una differente Italomania”, RSV Rivista di Studi Vittoriani, XXIX, gennaio 2024, 57, pp. 7-27.
- "La Bible et les Évangiles chez le jeune Hopkins”, in La Plume et La Grâce. Littérature et spiritualité du Moyen Âge au XXIe siècle. Mélanges en l’honneur de Dominique Millet-Gérard. Études rassemblées par Odile Hamot, Paris, Honoré Champion, 2024, pp. 703-717.
- Echoes in Heaven-Haven, in “The Hopkins Quarterly”, vol. L, Nos, 1/4, pp. 31-40.

### Principali edizioni
- V. Woolf, Le onde, Rizzoli, Milano, 1979.
- J. Ruskin La nube tempestosa del diciannovesimo secolo, Napoli, Pironti, 1987, e, riv. con il titolo di La nube tempestosa, Roma, Castelvecchi, 2021.
- W. Pater, Ritratti immaginari, Firenze, Giunti, 1994.
- W. Pater, Gaston de Latour, Venezia, Marsilio, 1995.
- Poesia straniera – Inglese, Antologia della poesia inglese, Parte I, Dalle origini al Romanticismo, e Parte II, Ottocento, Novecento e poesia postcoloniale, Firenze, E-ducation, 2004.
- D. G. e C. Rossetti, La mano e l’anima e altri racconti, Genova, Il Melangolo, 2004.
- B. Stoker, Il passo del serpente, Bari, Palomar, 2007.
- A. Francini Bruni, Joyce intimo spogliato in piazza, Empoli, Ibiskos, 2012.
- J. Joyce, Il gatto e il diavolo, Pisa, ETS, 2015.
- G. M. Hopkins, Il naufragio del Deutschland e altre poesie, Mondadori, 2023.

### Traduzioni
- J. Swift, “Discorso intorno all’operazione meccanica dello spirito”, in J. Swift, Una modesta proposta e altre satire, a cura di A. Brilli, Milano, Rizzoli, 1977, pp. 32-81.
- W. Wordsworth e S. T. Coleridge, Ballate liriche, Milano, Mondadori, 1979, 1979 e altre date.
- R. Burton, Anatomia della malinconia, a cura di A. Brilli, traduzione di A. Brilli e F. Marucci, Milano, Rizzoli, 1981; Roma, Castelvecchi, 2019.
- R.L. Stevenson, Il riflusso della marea e Weir di Hermiston, in R. L. Stevenson, Romanzi, racconti, saggi, a cura di A. Brilli, Milano, Mondadori, 1982.
- W. Wordsworth, 23 poesie in Poeti romantici inglesi, a cura di F. Buffoni, Milano, Bompiani, 1990, pp. 184-275.

### Romanzi
- Pentapoli, Firenze, Masso delle Fate, 2011, pp. 218.[1]
- Altomare, Roma, Castelvecchi, 2020, pp. 78.
- Calendario liturgico, Roma, Castelvecchi, 2022, pp. 212.
- Cronache di Tantalo, romanzo pubblicato con lo pseudonimo di Marfa Koručnić, Prefazione di C. De Gregorio, Poppi, Helicon, 2023, pp. 719 (Menzione d'onore al 49° Premio Letterario Casentino 2024).